# Bolchoï Voudyavr
Le Bolchoï Voudyavr (Большой Вудъя́вр) est un lac de l'extrême nord-ouest de la Russie au centre de la péninsule de Kola, à proximité de la ville de Kirovsk (oblast de Mourmansk). Il est mentionné pour la première fois par Alaï Mikhalkov au début du XVIIe siècle, sous son ancien nom de lac Vedi.
Le lac est de forme arrondie pour un diamètre d'environ 2 kilomètres, ce qui en fait le lac le plus important du massif des Khibiny. Son alimentation est nivo-pluviale. La rivière Belaïa s'écoule de la partie sud du lac, puis se jette dans l'Imandra. Les petites rivières Voudyavryok, Loparskaïa et Youksporyok alimentent le lac dans sa partie occidentale.
La profondeur maximale du lac est de 40 mètres.
La ville de Kirovsk s'étend au sud du lac, tandis qu'à l'est du lac se trouve le petit village de Youksporyok. Une grande partie du parc botanique polaire de Kirovsk se situe au nord du lac. C'est le parc botanique le plus septentrional de Russie. Le lac est entouré de montagnes. L'une des plus élevées des Khibiny, le mont Voudyavrtchorr (1 068 mètres), se trouve à l'ouest du lac.

## Faune
La truite de lac et la loche s'y trouvent en abondance.
Depuis une dizaine d'années, l'écologie du lac est surveillée et les contrevenants verbalisés.

## Source
- (ru) Cet article est partiellement ou en totalité issu de l’article de Wikipédia en russe intitulé « Большой Вудъявр » (voir la liste des auteurs).